# Sahed 136
A Sahed 136 iráni gyártású cirkáló lőszer (a sajtóban gyakran „öngyilkos” vagy „kamikaze” drón). Az Orosz Fegyveres Erőknél Gerany–2 jelzéssel áll szolgálatban. 2023 óta Oroszországban is gyártják.
Az eszközt az Iráni Repülőgépgyártó Ipari Vállalat (HESZA) fejlesztette ki és gyártja a Sahed Repülőgépipai Kutatóközponttal együttműködve. Egy négyhengeres benzinmotorral működtetett toló légcsavar hajtja a célpontja fölé, amelyre aztán rázuhan, felrobbantva 30–50 kilogramm közé tehető harci részt. A drón hatótávolsága akár 2000 kilométer is lehet, amelyet nagyrészt földközelben tesz meg, nehéz célpontot jelentve a radarok számára. A Shahed 136 drón civil eredetű GPS-navigációt alkalmaz, így pontatlan, de viszonylag olcsó. Általában nagyobb mennyiségben indítják egy adott célra, hogy néhány biztosan átjusson a légvédelmen.
A Shahed 136 drónokat nagy mennyiségben alkalmazza Oroszország Ukrajna ellen a 2022-ben indított háborújában. A drónokkal többnyire civil célpontokat, például Ukrajna elektromos infrastruktúráját támadja. Az Izrael elleni 2024. április 13–14-i rakéta- és dróntámadás során is százas nagyságrendben alkalmazták.